# Atsuo Nakamura
Atsuo Nakamura (jap. 中村 敦夫, Nakamura Atsuo; * 18. Februar 1940 in Tokio, Präfektur Tokio, Japan) ist ein japanischer Schauspieler und Politiker.

## Schauspieler
Bekannt wurde er durch seine Hauptrolle in der in den 70er Jahren produzierten chinesisch-japanischen Fernsehserie Die Rebellen vom Liang Shan Po, die 1980 erstmals im deutschen Fernsehen ausgestrahlt wurde. Unter John Frankenheimer drehte er 1982 mit Scott Glenn und Toshirō Mifune den amerikanisch-japanischen Actionfilm The Challenge, der unter dem Titel Wenn er in die Hölle will, laß ihn gehen 1983 in Deutschland erschien.

## Politiker
Nakamura gehörte als Vorsitzender des Sakigake-Nachfolgers Midori no Kaigi („Grüne Konferenz“) von 1998 bis 2004 für Tokio dem Oberhaus an.